# Benny Andersson
Göran Bror Benny Andersson /ˈjœːran bruːr ˈbɛnʏ ˈandɛˌʂɔn/ (Estocolmo, Suecia, 16 de diciembre de 1946) es un músico, productor y arreglista sueco, integrante del grupo ABBA y cocompositor de los musicales Chess, Kristina från Duvemåla y Mamma Mia!. Trabajó como productor ejecutivo de los filmes Mamma Mia! (2005) y su secuela Mamma Mia! Here We Go Again (2018). Desde 2001 continúa activo con su banda Benny Anderssons orkester.

## Biografía
Benny Andersson nació el 16 de diciembre de 1946, en la ciudad de Vällingby, Suecia. Sus inicios en la música fueron en su círculo familiar, como intérprete del acordeón. Entre sus influencias juveniles estuvieron Phil Spector, Beach Boys, The Beatles y Elvis Presley. En 1964 formó el grupo The Hep Stars, que integrara hasta 1969, y que fuera conocido como los "Beatles Suecos".
Integró luego el grupo ABBA, con una de cuyas componentes, Frida (Anni-Frid Lyngstad), se casó el 6 de octubre de 1978, siendo ésta su segunda mujer después de Christina Grönvall, madre de sus dos primeros hijos (Peter y Heléne). Se separa de Frida en 1981. A finales del mismo año Benny se casó de nuevo, esta vez con Mona Nörklit, con la que tuvo un hijo, Ludvig, en 1982.
Benny fue el principal autor de la música de ABBA, ayudado parcialmente por su compañero Björn Ulvaeus, quien luego escribía las letras.
Actualmente, Benny se dedica a su banda Benny Andersson Orchestra.
Produjo junto a Björn Ulvaeus el musical Mamma Mia! (1999). 

## Inicios
Göran Bror Benny Andersson nació en Vallingby, siendo sus padres, el ingeniero civil Gösta Andersson (1912–1973), de 34 años y su esposa Laila (1920–1971), de 26 años. Su hermana, Eva-Lis Andersson, nació en 1948. La memoria musical de Benny Andersson fue heredada de su padre Gösta y su abuelo, Efraim Andersson. Juntos tocaban el acordeón y el saxofón. A los seis años, Benny Andersson tuvo su primer acordeón. Su papá Gösta, y su abuelo Efraim, tocaban música folklórica de Suecia, música tradicional de ese país. Benny Andersson recuerda las primeras grabaciones que escuchó: "Du Bist Musik", grabada por la cantante italiana, Caterina Valente, y "Jailhouse Rock", grabada por Elvis Presley. Quedó impresionado por el lado B del disco  de Elvis: "Treat Me Nice", y presentó la canción que le dio nombre al disco en el piano. El sonido del «smörgåsbord» de diferente clase, lo influyó a través de los años.
Cuando Andersson tenía 10 años, le regalaron su propio piano, y empezó a tocar. Dejó la escuela a los 15 años, y empezó a presentarse en clubes juveniles. A raíz de éstas presentaciones, fue posible que conociera a su primera novia: La música Christina Grönvall, con quien tuvo dos hijos: Peter (nacido en 1963), y Heléne (nacida en 1965). A principios de 1964, Benny y Christina, se unieron al grupo musical: "Elverkets Spelmanslag" ("The Electricity Board Folk Music Group"), el nombre del grupo hizo referencia a los instrumentos eléctricos usados con frecuencia, en la década de 1960, en la música folklórica sueca. Su repertorio fue principalmente instrumental, por ejemplo, "Baby Elephant Walk", fue uno de sus primeros números musicales. Así, Benny Andersson compuso una de sus primeras canciones.

## Carrera

### The Hep Stars (1964–1969)
En octubre de 1964 se unió al grupo Hep Stars como tecladista haciendo el grupo su aparición en marzo de 1965 con su hit "Cadillac", llegando finalmente a ser muy conocidos en Suecia como una de las bandas pop de los años 1960. Andersson consolidó su sitio en la banda como tecladista y teniendo una fuerza musical como ídole adolescente. La banda presentaria nuchos covers de éxitos internacionales, pero Andersson empezó a escribir su propio material y le dio a la banda éxitos clásicos como "No Response", "Sunny Girl", "Wedding", "Consolation", "It's Nice To Be Back" y "She Will Love You", entre otros.

### Antes de ABBA: 1969-1972
Andersson conoció a Björn Ulvaeus en junio de 1966, escribiendo canciones juntos, siendo la primera "Isn't It Easy To Say" grabada posteriormente por the Hep Stars. Tuvieron una colaboración con el compositor Lasse Berghaen con el cual escribieron varias canciones y presentaron "Hej, Clown" para el festival musical de 1969 –el festival final de la canción para la versión sueca de Eurovisión–. La canción alcanzó el segundo lugar. Durante este concurso conocerían a la vocalista Anni-Frid Lyngstad, acoplandose a ellos. Por ese tiempo la compañía discográfica Ulvaeus conocería a la vocalista Agnetha Fältskog.
La relación personal entre Andersson y Ulvaeus como colaborador en la composición musical, hizo que naturalmente tuvieran una estrecha cooperación siendo los cuatro amigos por los años siguientes. Benny y Björn tuvieron su primer hit como compositores en la primavera de 1969: "Ljuva sextital" (un hit con Brita Borg) y "Speleman" (un hit para the Hep Stars). Las parejas iniciaron su apoyo en cada una de la sesiones musicales de grabación, el sonido de las voces de las muchachas convencieron a los compositores de seguir un modelo de "grupo" de otros grupos musicales como Blue Mink, Middle of the Road y Sweet. Así, ABBA vino a la vida.

### ABBA (1972–1982)
El grupo fue conocido cuando ganó el Festival de la Canción en Suecia por competir en Eurovisión con "Waterloo", el 6 de abril de 1974. Durante los siguientes ocho años, Andersson (junto con Ulvaeus) escribieron música y produjeron ocho álbumes de estudio con ABBA. El grupo tuvo un gran éxito a nivel mundial, teniendo una cadena de hits número uno en varios países. 

### Después de ABBA: Chess, Kristina y Mamma Mia! (1983–presente)
Después de ABBA Andersson continuó escribiendo música con Ulvaeus. Su primer proyecto fue la escena musical Chess escrita con Tim Rice. El álbum de Ches como concepto -con vocales por Elaine Paige, Barbara Dickson, Murray Head y los suecos Tommy Körberg y Björn Skifs –fue liberado en octubre de 1984 vendiendo dos millones de copias en el mundo–. El dueto Paige/Dickson con la melodía "I Know Him So Well" fue un hit número uno en el Reino Unido y el hit de Murray Head "One Night in Bangkok" daría a Andersson/Ulvaeus un hit número 3 en Estados Unidos.
Chess se presentó en Londres en el West End Prince Edward Theatre en mayo de 1986 y recibió comentarios positivos, presentándose por cerca de tres años. Una presentación en Broadwy en abril de 1988 recibió pocas críticas en los dos meses que se presentó.
En 1985, Andersson produjo y liberó un álbum con su hermano y hermana Anders y Karin Glenmark, presentando nuevas canciones de Andersson/Ulvaeus. El dúo fue nombrado Gemini y el segundo álbum con más música de Björn y Benny fue liberado en abril de 1987, conteniendo el gran hit "Mio My Mio". También apareció en la banda sonora de la película Mio in the Land of Faraway, en la cual Andersson fue coproductor de la música.
En 1987, liberó su primer álbum en solitario Klinga Mina Klockor ("Chime, My Bells"). Toda la música fue escrita y presentada por él en acordeón, teniendo el respaldo de Orsa Spelmän (Orsa Folk Musicians) en violines. A segundo álbum en solitario siguió en noviembre de 1989.
En 1990, Tuvo un hit número uno en Suecia con "Lassie", canción de una mujer de cabaret del grupo Ainbusk, para quien también escribió los hits "Älska Mig" and "Drömmarnas Golv". Decidió producir un álbum con Josefin Nilsson para este cuarteto, resultando en 1993 del álbum en inglés Shapes, presentando diez nuevas composiciones de Andersson/Ulvaeus.
En 1992, escribió la melodía de introducción para el Campeonato Europeo de Fútbol, organizado por Suecia en ese año.
A fines de los años 1980, Andersson había trabajado en una idea para un musical épico basado en el lenguaje sueco dado su afecto a la música folklórica tradicional y en octubre de 1995, Kristina från Duvemåla fue premiada en Suecia. El musical está basado en la novela The Emigrants realizada por el escrito sueco Vilhelm Moberg. La música comprende sucesivamente por cinco años, antes de terminar en junio de 1999. Una versión en inglés , simplemente titulada Kristina, fue presentada en concierto en el Carnegie Hall en New York, por dos noches en septiembre de 2009 y una grabación en vivo y la presentación una noche de abril de 2010 en el Royal Albert Hall.
Su siguiente proyecto fue Mamma Mia! un musical basado en 24 canciones de ABBA, el cual fue distribuido en todo el mundo con versiones en varios idiomas, frecuentemente cantada en muchos países, incluyendo el Reino Unido (Premier en West End en abril de 1999), Canadá (Premier en Toronto en 2000), Estados Unidos (Premier en Broadway en 2001), y en Suecia (Premier en sueco en 2005).
Para 2004 en la semifinal del Concurso de la Canción de Eurovisión, realizado en Estambul, Turquía 30 años después de que ABBA había ganado el concurso en Brighton, Benny apareció brevemente en un vídeo especial de comedia realizado para su presentación, titulado "Out Last Video". Cada uno de los miembros del grupo aparecen brevemente en papel de cameo, así como Cher y Rik Mayall. El video no fue incluido en el DVD liberado por el Concurso de Eurovisión, aunque fue liberado un DVD oficial. El video fue realizado por primera vez en donde los cuatro integrantes del grupo trabajan hasta la división del grupo. Por lo tanto la aparición de Frida fue grabada separadamente.
Una versión de Mamma Mia! fue premiada el 18 de julio de 2008. En abril/mayo de 2007, Andersson trabajo en la banda sonora de la película, regrabando las antiguas canciones de ABBA en sesiones de grabación.  Cuando apareció Mamma Mía! tuvo mucho éxito como la película musical de todos los tiempos y tuvo grandes ventas del DVD en el Reino Unido. 

### Benny Anderssons Orkester (2001–presente)
Andersson frecuentemente se ha presentado con su banda de 16 músicos, Benny Anderssons Orkester ("Benny Andersson's orchestra", BAO), con miembros de Swedes Helen Sjöholm (de Kristina de Duvemåla) y Tommy Körberg (de Chess), con coros y material nuevo escrito por Björn Ulvaeus. BAO ha liberado cinco álbumes con enorme éxito en Suecia, todos conteniendo éxitos sencillos.
BAO recientemente logró un nuevo récord en las listas musicales de Suecia permaneciendo 243 semanas con la canción "Du är min man" ("You Are My Man"), canción por Sjöholm. 

## Vida personal
Andersson estuvo comprometido con Christina Grönvall. En 1963, tuvieron un hijo Peter Grönvall y en 1965 una hija Heléne. Se separaron en 1966 quedando Christina con la custodia de los niños, mientras Andersson llegó al éxito con su Hep Stars. En los años 1990s, Peter formaría One More Time, un grupo que ha tenido éxito en Europa con algo parecido a ABBA "Highland" y más tarde entraría como representante de Suecia al Concurso de Eurovisión en 1996.
Andersson estuvo comprometido con Anni-Frid Lyngstad de ABBA por cerca de nueve años y se casaron el 6 de octubre de 1978, separándose el 26 de noviembre de 1980 y divorciados en 1981.
Se casaría con la presentadora de TV Mona Nörklit en 1981 y tuvieron un hijo Ludvig (nacido en enero de 1982), que ha seguido las huellas de su padre formando su propia banda.
Andersson fue alcohólico por mucho tiempo de la vida adulta. Estuvo en rehabilitación desde el año 2001. Él nunca negó su adicción al alcohol pero consumió otras sustancias de acuerdo a una entrevista realizada en 2011, estando en estado de sobriedad por una década. 

## Distinciones honoríficas

### Distinciones honoríficas suecas
- Comandante de I Clase de la Real Orden de Vasa (31/05/2024).